# Otto Schlaginhaufen

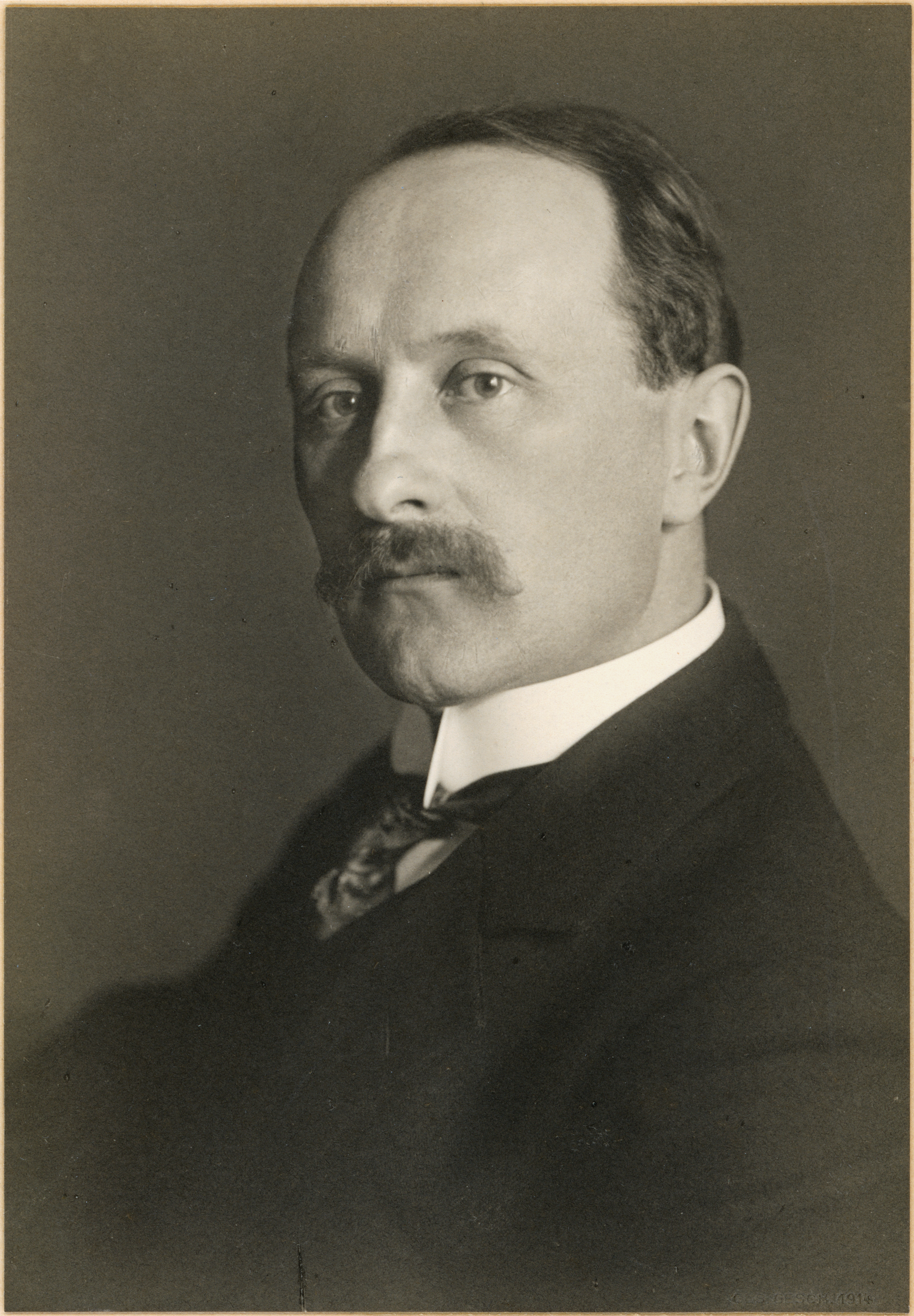
Otto Schlaginhaufen, 1914

Otto Schlaginhaufen (* 8. November 1879 in St. Gallen; † 14. November 1973 in Kilchberg) war ein Schweizer Anthropologe, Ethnologe und Rassenhygieniker.

## Leben
Der Sohn eines Kaufmanns absolvierte die Matura am Städtischen Gymnasium in Bern und studierte von 1899 bis 1904 Anthropologie an der Universität Zürich, u. a. bei Rudolf Martin, und wurde 1905 promoviert. Von 1901 bis 1905 war er Assistent am Anthropologischen Institut der Universität Zürich und von 1905 bis 1906 an der Rudolf-Virchow-Sammlung in Berlin. Von 1906 bis 1911 war er an der anthropologischen Abteilung des Königlich Zoologischen und Anthropologisch-Ethnographischen Museums zu Dresden beschäftigt. Im Frühjahr 1911 wurde Schlaginhaufen ausserordentlicher, 1917 ordentlicher Professor für Anthropologie und Direktor des Anthropologischen Instituts der Universität Zürich. Von 1907 bis 1910 reiste er in die Südsee, unter anderem, zuerst als Mitglied der Deutschen Marineexpedition auf Neumecklenburg, dann im Auftrag des Dresdner Museums auf Neuguinea, wobei er den Unterlauf des Sepik (damals Kaiserin-Augusta-Fluss) befuhr und mit Rudolf Schlechter eine Expedition in das Torricelligebirge an der Finschküste unternahm. Schlaginhaufen war bis 1950 Professor für Anthropologie an der Universität Zürich und (bis 1951) Direktor des Anthropologischen Institutes der Universität.
1921 war er Mitbegründer der Julius-Klaus-Stiftung für Vererbungsforschung, Sozialanthropologie und Rassenhygiene und von 1922 bis 1968 ihr Präsident. Mit Mitteln der Stiftung führte er ein eugenisches Grossprojekt durch, bei dem er und sein Mitarbeiterstab über 35'000 Wehrpflichtige der Jahre 1927 bis 1932 anthropologisch untersuchten und bewerteten. Ziel war die Erstellung einer Rassentypologie der Schweizer Bevölkerung. Die Ergebnisse veröffentlichte er zwischen 1946 und 1959 unter dem Titel Anthropologia Helvetica. Ab 1924 war er Herausgeber des Bulletins der Schweizer Gesellschaft für Anthropologie und Ethnologie und ab 1925 des Archivs der Julius Klaus-Stiftung für Vererbungsforschung, Sozialanthropologie und Rassenhygiene. 1937 wurde er zum Mitglied der Deutschen Akademie der Naturforscher Leopoldina gewählt.